# Habermannskreuz
Der Weiler Habermannskreuz gehört zu Dorf-Erbach und liegt an der B47 Richtung Eulbach und besteht aus dem Gasthaus „Zum Habermannskreuz“ und den naheliegenden, sowie namensgebenden „Habermannskreuzen“.
Die Flurkreuze stammen wahrscheinlich aus dem 16. Jahrhundert.
Die Kreuze wurden laut einer von mehreren Sagen als Erinnerung (→ Sühnekreuz) an die drei Brüder von Hafern errichtet, die Burgmannen und Schenken von Erbach waren und sich angeblich im Streit gegenseitig erschlugen.
Welche Sage die Richtige ist, weiß man allerdings nicht.